# 2011年12月

## 12月1日
- 缅甸总统吴登盛在总统府会见到访的美国国务卿希拉里·克林顿。当晚，克林顿在仰光与民主领袖共進晚餐。[1][2]
- 2010-2011年比利时政府难产情况接近尾声，六个政党达成了一项协议，法语社会党领导人埃利奥·迪吕波将出任首相。然而，该协议仍需得到各党派大会的批准，而且内阁的组成方案尚未达成。[3][4]

## 12月2日
- 中国外交部副部长张志军同日本外务省事务次官佐佐江贤一郎在北京举行第十二次中日战略对话。[5]
- 联合国人权理事会通过决议，强烈谴责叙利亚安全部队的暴力行为并任命了一名特别调查员，调查叙利亚侵犯人权的情况。[6]
- 拉美及加勒比国家共同体首次峰会在委内瑞拉首都加拉加斯开幕，共有33个国家的领导人或代表出席会议。[7][8]委内瑞拉总统查韦斯主持峰會。[9]

## 12月3日
- 在即将到来的预算日之前，抗议爱尔兰金融危机的学生占据了联邦议会议员安东尼·劳勒 (Anthony Lawlor) 的办公室。[10][11]

## 12月4日
- 俄羅斯進行俄羅斯眾議院（杜馬）的議員選舉。[12][13]选举结束后有民众上街示威抗议。[14][15]
- 排弹专家在德国科布伦茨市成功拆除了两枚二战时的遗留炸弹。此次的拆弹行动是德国自1945年以来规模最大的一次，整个科布伦茨市近半市民受到影响。此次行动未造成人员伤亡。[16]

## 12月5日
- 美国航空航天局的开普勒太空望远镜发现首颗位于类太阳恒星适居带的太阳系外行星开普勒-22b。MSNBC（页面存档备份，存于）新华网（页面存档备份，存于）
- 由俄罗斯总统德米特里·梅德韦杰夫领衔竞选名单的统一俄罗斯党在4日举行的国家杜马选举中获胜，将保留国家杜马第一大党的地位。新华网

## 12月6日
- 以埃利奥·迪吕波为首相的比利时新内阁正式宣誓就职，结束了比利时长达541天的无正式政府状态。中国新闻网（页面存档备份，存于）凤凰网（页面存档备份，存于）

## 12月9日
- 欧盟27国峰会宣布：在欧元区17国和另外六个非欧元区国家之间，达成一项新的政府间协议。主要内容包括要求成员国维持预算平衡、并“自动”惩罚违反有关规定的国家等等。英国则宣布不参加这一协议，瑞典，匈牙利，捷克三个欧元区外的欧盟成员国希望先与各自的议会协商后，再作出决定。法广（页面存档备份，存于） BBC中文网（页面存档备份，存于）

## 12月10日
- 德國曼海姆的地方法院同日裁定，蘋果涉侵權部分，摩托羅拉勝訴。其初步禁令，將使蘋果iPhone與iPad禁止於德國販售。奇摩新聞/路透社（页面存档备份，存于）
- 俄罗斯50多个城市爆发自苏联解体以来最大规模的示威活动，抗议统一俄罗斯党在国家杜马选举中舞弊。联合早报（页面存档备份，存于）
- 亚洲、欧洲、大洋洲，以及北美洲和非洲的大部分地区出现月全食，其中北美洲西部、亚洲东部和东南部、澳大利亚、俄罗斯西伯利亚等地可见月全食的全过程。腾讯（页面存档备份，存于）

## 12月11日
- 《联合国气候变化框架公约》第17次缔约方会议暨《京都议定书》第7次缔约方会议艰难落幕，各方最终同意建立德班增强行动平台特设工作组，实施《京都议定书》第二承诺期并启动绿色气候基金。新华网 Archive.today的存檔，存档日期2013-04-28

## 12月12日
- 突尼斯制宪议会投票选举保卫共和大会党主席蒙塞夫·马祖吉为突尼斯新一任总统。新华网（页面存档备份，存于）
- 加拿大宣布退出《京都議定書》，以規避繳納$140億加幣的罰款，指稱現有議定書無法規範美國和中國兩大碳排放國，加拿大繼續遵守議定書將損及自身利益。 中時新聞網（页面存档备份，存于）

## 12月13日
- 比利时列日发生一起枪击事件，造成包括枪手在内至少6人死亡，123人受伤。中国网络电视台（页面存档备份，存于）公視新聞網（页面存档备份，存于）華視新聞（页面存档备份，存于）自由時報[]
- 法国巴黎一家法院以挪用公款、滥用职权等罪名判处前总统雅克·希拉克两年监禁缓期执行。新华网 Archive.today的存檔，存档日期2013-04-28
- 缅甸联邦选举委员会已经正式批准“全国民主联盟”重新注册为合法政党。这意味着民盟正式重返政治舞台，该党领袖昂山素季可以参加竞选进入国会。和讯

## 12月16日
- 世界贸易组织部长级会议正式批准俄罗斯加入世贸组织。新华网（页面存档备份，存于）
- 联合国安理会正式解除了对利比亚中央银行和利比亚对外银行的制裁。和讯

## 12月18日
- 热带风暴天鹰自16日在菲律宾棉兰老岛登陆后所引发的暴雨和洪水已造成至少652人死亡。中央日報香港新浪網凤凰网（页面存档备份，存于）
- 在日本横滨国际体育场进行的決賽中4比0击败，历史上第二次获得该项赛事冠军。新浪（页面存档备份，存于）
- 最后一批驻守伊拉克的美军撤离伊拉克。新华网

## 12月20日
- 刚果（金）新当选总统约瑟夫·卡比拉宣誓就职。新华网 Archive.today的存檔，存档日期2013-04-28

## 12月22日
- 伊拉克首都巴格达发生15起连环爆炸袭击事件，造成至少72人死亡，217人受伤。中国新闻网（页面存档备份，存于）

## 12月23日
- 叙利亚首都大马士革发生两起针对叙利亚安全机构的爆炸袭击事件，造成至少44人死亡，166人受伤。新华网 Archive.today的存檔，存档日期2013-04-28
- 古巴國務委員會主席劳尔·卡斯特罗宣布，出于人道主義，古巴即將特赦2900名犯人。新华网（页面存档备份，存于）

## 12月25日
- 尼日利亚伊斯兰主义极端组织博科圣地在多座城市发动多起爆炸袭击，造成至少40人死亡。天津网

## 12月27日
- 中国北斗卫星导航系统开始向中国及周边地区提供连续无源定位、导航、授时等试运行服务。[17]

## 12月29日
- 牙买加前总理波蒂亚·辛普森-米勒率领的人民国家党在牙买加众议院选举中获胜，将上台执政。[18]
- 萨摩亚和新西兰自治领托克劳把时区从国际日期变更线以东调整到国际日期变更线以西，直接跳过12月30日这一天。中新网（页面存档备份，存于）